# Supervisor de los campos

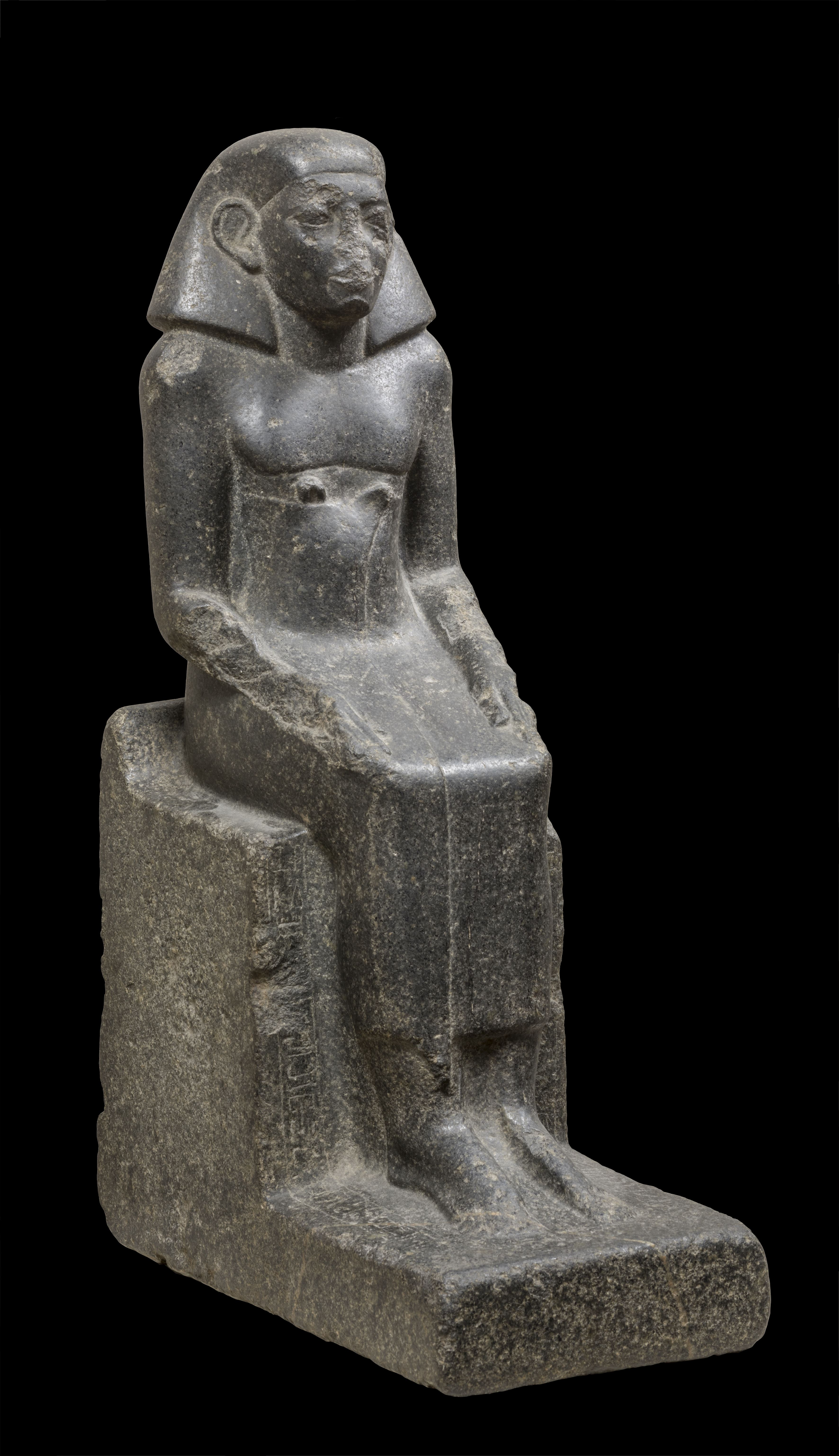
Estatua de Kheperka, supervisor de los campos (Museo Egipcio de Turín)

Supervisor de los campos era uno de los títulos del Antiguo Egipto de más alto rango entre los altos oficiales de la corte real egipcia. 

## Historia
El título aparece por primera vez en la administración provincial del Reino Antiguo y está atestiguado en el Primer Período Intermedio en la corte. A principios del Reino Medio, nuevamente está mejor atestiguado a nivel provincial. A finales del Reino Medio, llevan regularmente el título de portador del sello real, lo que indica que ahora pertenecían a la corte real. Durante el Reino Medio también está atestiguado el escriba de los campos que evidentemente trabajaba bajo el supervisor de los campos.